# Льюис, Уолтер
Уолтер Эйкен Льюис (англ. Walter Aiken Lewis; 17 июля 1885, Оринджвилл, Онтарио — 29 мая 1956, Квебек) — канадский гребец, бронзовый призёр летних Олимпийских игр 1908 года.
На Играх 1908 года в Лондоне Льюис входил в экипаж восьмёрок. Эта команда выиграла четвертьфинал, но проиграла полуфинал будущим чемпионам из Великобритании и разделила в итоге третье место, получив бронзовые награды.